# Dactylis smithii subsp. hylodes
Dactylis smithii subsp. hylodes é uma subespécie de planta com flor pertencente à família Poaceae. 
A autoridade científica da subespécie é Parker, tendo sido publicada em New Phytologist 71(2): 376. 1972.

## Portugal
Trata-se de uma subespécie presente no território português, nomeadamente no Arquipélago da Madeira.
Em termos de naturalidade é endémica da Região Macaronésia.

## Protecção
Não se encontra protegida por legislação portuguesa ou da Comunidade Europeia.